# Filipinas nos Jogos Olímpicos de Verão de 1956
As Filipinas competiu nos Jogos Olímpicos de Verão de 1956, realizados em Melbourne, Austrália e Estocolmo, Suécia. A deleção foi composta por 39 competidores, 35 homens e 4 mulheres, participaram de 30 eventos em 7 esportes e não obtiveram medalhas.
O Congresso das Filipinas discutiu boicotar o evento em razão da política de imigração de asiáticos adotada pela Austrália.

## Delegação
- Basquetebol:
  - Carlos Badion
  - Rafael Baretto
  - Ramoncito Campos
  - Loreto Carbonell
  - Antonio Genato (capitão da delegação)
  - Eduardo "Eddie" Lim
  - Carlos "Caloy" Loyzaga
  - Ramon Manulat
  - Leonardo Marquicias
  - Mariano Tolentino
  - Martin Urra
  - Antonio Villamor
  - técnico: Leo Prieto
- Pista e campo:
  - Pablo Somblingo (400m com barreiras)
  - Ciriaco Baronda (salto em altura)
  - Manolita Cinco e Francisca Sanopal (800m com barreiras)
  - técnico: Jose Ravello
- Natação:
  - Bana Sailani (400m estilo livre e 1 500m estilo livre)
  - Parsons Nabiula (200m peito e 200m borboleta
  - Pedro Cayco (100m peito)
  - Dakula Arabani (200m estilo livree)
  - Gertrudez Lozada (100m estilo livre e 400m estilo livre)
  - Jocelyn Von Giese (100m peito)
  - técnico: Edilberto Bonus

- Box:
  - Federico Bonus (peso-mosca)
  - Alberto Adela (peso-leve)
  - Paulino Melendrez (peso-pena)
  - Celedonio Espinosa (peso-leve)
  - Manuel delos Santos (peso-médio)
  - técnico: Celestino Enriquez
- Luta greco-romana:
  - Nicolas Arcales (peso-médio, técnico de campo)
  - Mateo Tanaquin (peso-mosca)
  - Ernesto Ramel (peso-leve)
- Levantamento de peso:
  - Pedro Landero (peso-leve)
  - Rodrigo del Rosario (lpeso-pena)
- Tiro
  - Teodoro Kalaw, Jr (capitão do time)
  - Cesar Jayme
  - Martin Gison
  - Ricardo Hizon
  - Hernando Castelo
  - Enrique Beech